# Цветной PR
«Цветной PR» (англ. Public Relations — «Связи с общественностью») — различные виды PR-деятельности, которые имеют одну общую цель - создать образ компании, товара или услуги в сознании потребителя, однако, они отличаются своими методами. Их достижения в зависимости от поставленной цели, специалисту по связям с общественностью необходимо правильно подобрать «цвет» PR-кампании, чтобы прийти к необходимому результату.

## История явления
Первоначально, когда  PR только зарождался, его деятельность в основном была политической, подразумевала публичность, агитацию, пропаганду. Затем, когда рыночная экономика начала развиваться, PR  расширил свои границы в сторону отношений социально-экономического характера. Когда конкуренция на рынке росла, а компаниям было все труднее и труднее каким-то образом выделяться перед своими конкурентами, был введён термин «Цветной пиар». Различные виды PR стали развиваться в 90е годы XX века. В России первоначально появился термин «белый PR», но затем стала использоваться его полная противоположность - черный PR. Между тем, индустрия развивалась, появлялись все новые «цвета». В настоящее время многие бизнес-структуры также начали использовать цветной PR в своей деятельности, называя это искусство маркетинга в сфере digital.

## Виды цветного PR
Два наиболее известных вида - белый и черный PR. Однако сейчас принято выделять большее количество их типов.
- Белый PR - классическое определение связей с общественностью, нацелен на информационную открытость, предоставление бесспорных информационных поводов и т.п.; информационная открытость, предоставление достоверных информационных поводов.
  - Основные причины использования белого PR:
    - Предоставление достоверной и понятной информации;
    - Развитие чистой конкуренции на рынке.
- Черный PR - это целенаправленное распространение негативной или заведомо ложной информации, касающейся какого-либо объекта, организации или личности. Целью такой деятельности может быть либо уничтожение бизнеса, либо подрыв деловых связей, репутации и т.д.
  - Основные причины использования черного PR:
    - Устранение или уменьшение конкуренции на рынке;
    - Воздействие на органы власти, на конкурентов или партнеров;
    - Устранение отрицательно настроенных организаций.
- Серый PR - это тип PR-деятельности, предполагающий распространение только правдивой информации о той или иной организации, товаре или личности обществу. Конечно, информация тут может быть как положительная, так и отрицательная, которой как раз таки чаще всего и больше.
  - Основные причины использования серого PR:
    - Восстановление справедливости;
    - Стремление к соблюдению прав;
    - Желание навредить репутации соперника, но не нарушая закон.
- Желтый PR - это тип PR-деятельности, ассоциирующийся с использованием скандалов, раскрытием сенсаций, работой папарацци. Зачастую используются «грязные» методы и средства при достижении цели.
  - Основные причины использования желтого PR:
    - Получение моментального отклика человека;
    - Привлечение внимания аудитории к личности, организации, мероприятию или товару;
    - Отвлечение человека от одного предмета и привлечение его внимания в другому.
- Зеленый PR - это тип PR-деятельности, который основан на корпоративной ответственности в области защиты окружающей среды. Во-первых, он побуждает многие организации к реализации экологической политики, а во-вторых, способствует развитию и продвижению тех компаний, которые уже придерживаются этого плана.
  - Основные причины использования зеленого PR:
    - Развитие идеи охраны окружающей среды путем использования экологически чистых материалов;
    - Безопасная переработка мусора или продукции после ее использования;
    - Создание экологически чистого и дружелюбного имиджа компании.
- Розовый PR - это тип PR-деятельности, основанный на технологии мифов и легенд. В ряде случаев он выполняет роль стимулятора социального оптимизма, погружая людей в перспективы будущего благополучия, или привлечь внимание к острой социальной проблеме, что особенно полезно в периоды массовой депрессии в обществе.
  - Основные причины использования розового PR:
    - Помощь покупателю осуществить покупку путем показа их мечты, то, к чему они стремятся;
    - Возобновление воспоминаний из детства, что может стать фактором совершения покупки;
    - Поддержка движения против или в защиту чего-либо.

## Последствия развития
Цветной PR - альтернативная реакция на единообразие официального, классического, «белого» PR. К «цветному» обращаются тогда, когда «белое» либо недостаточно, либо избыточно, либо скучно и непопулярно.
Последствиями использования «цветных» PR-кампаний могут послужить разные явления:
- Продвижение неточной или даже ложной информации о компании, продукте, услуге или личности;
- Скрытие недостатков компании, личности, товаров или услуг;
- Попытки устранить конкурентов, используя различные методы;
- Попытки привлечь внимание целевой аудитории альтернативными способами.

## Критика и альтернативные точки зрения
С точки же зрения выделения классов PR-технологий по критерию оценки с точки зрения моральных и нравственных представлений, принятых в конкретном обществе, то, соответственно, можно говорить о «честных» – «нечестных» технологиях, порядочных – непорядочных, гуманных – негуманных, принимаемых – отторгаемых электоратом.
Зарубежные PR-специалисты реагируют на вопрос о черном PR негативно, а в России относятся к этому гораздо спокойнее и даже зачастую не отрицают факт использования черного PR, видимо, потому что, принося финансовую выгоду, он может аккуратно обходить законы, ограничивающие их деятельность.
Брюс Харрисон, один из ведущих специалистов в области зеленого пиара, заявил о том, что в экологическом (зелёном) пиаре происходит исключительно пропаганда компаний, а не освещение их деятельности.

## Влияние цветного PR на политику, культуру, общество
- Пример черного PR:  Ярким примером черного PR может служить история о неудачной карьере одного из литературных героев Марка Твена. Он баллотировался на пост губернатора штата, но он даже не мог представить, на что были готовы конкуренты. Во время встречи с избирателями прямо на сцену вышли неизвестные ребята, наперебой кричащие: «Папа-папа, почему ты нас бросил?» На этом политическая карьера героя рассказа была закончена[5].
- Пример зеленого PR:  Примером зеленого PR может считаться то, что в последние годы в моде сформировалось особое направление Environmental friendly. В продвижении брендов дизайнерской одежды, позиционируемых как Environmental friendly, часто задействуют известных защитников окружающей среды. Его популяризацией занимаются, например, Стелла Маккартни и Боно. Дочь бас-гитариста The Beatles каждый год презентует коллекции зимней одежды из искусственного меха, а солист U2 — летней одежды из биохлопка[6].
- Пример желтого PR:  Примером данного типа может служить тот факт, что в интернете появлялись сплетни о том, чего на самом деле не было: олимпийская чемпионка по художественной гимнастике Алина Кабаева родила двойню от Владимира Путина. Согласно информации инсайдеров издания dom2life, Кабаева стала мамой 7 мая и рожала в Москве – в центре акушерства и гинекологии имени Кулакова. На время ее пребывания в клинике весь этаж, на котором располагалась ее VIP-палата, переселили в комнаты на других этажах. Имена новорожденных, отца детей и вообще факт их появления держат в секрете. Одна из помощниц Кабаевой отметила, что команда бывшей спортсменки не комментирует никаких слухов.
- Пример розового PR:   Примером данного типа может служить тот факт, что  розовый цвет означает осведомленность о раке молочной железы. У авиакомпании Delta появился  розовый реактивный самолет в поддержку данной проблемы. Их масштабная кампания, безусловно, была интересной, которая привлекла внимание и заставила задуматься об этом важном вопросе[7].